# Đôn Đa Bố Đa Nhĩ Tể
Đôn Đa Bố Đa Nhĩ Tể (giản thể: 敦多布多尔济; phồn thể: 敦多布多爾濟, tiếng Mông Cổ: Дархан чин ван Дондовдорж; 1678 – 1743), Bác Nhĩ Tế Cát Đặc, Thân vương của Mông Cổ, Thổ Tạ Đồ hãn, Ngạch phò nhà Thanh.

## Cuộc đời
Đôn Đa Bố Đa Nhĩ Tể là hậu duệ của Đạt Diên Hãn Ba Đồ Mông Khắc, là con trai trưởng của Khách Nhĩ Khách Đa La Quận vương Cát Lặc Đan Đa Nhĩ Tể (噶勒丹多尔济).
Năm Khang Hi thứ 31 (1692), cha ông qua đời, ông được tập tước Trát Tát Khắc Đa La Quận vương; 3 năm sau (1695) vào kinh thành triều cống, được thưởng Quan phục, ngân tệ. 1 năm sau (1696), hộ tống Khang Hi Đế đến Quy Hóa thành. Năm thứ 36 (1697), cưới Hòa Thạc Khác Tĩnh Công chúa, con gái thứ sáu của Khang Hy, nhờ vậy mà ông được phong làm Hòa Thạc Ngạch phò.
Năm thứ 38 (1699), ông nội của ông là Thổ Tạ Đồ hãn Sát Hồn Đa Nhĩ Tể qua đời. 1 năm sau, ông được tấn phong Hòa Thạc Thân vương, tập tước vị Thổ Tạ Đồ hãn (土谢图汗). 2 năm sau bị hàng xuống Quận vương, tước vị Thổ Tạ Đồ hãn cũng do chú của ông là Đa Nhĩ Tể Ngạch Nhĩ Đức Ni A Hải (多尔济额尔德尼阿海) thừa kế. Đến năm Ung Chính nguyên niên (1723) mới được phục phong Thân vương, lại bởi vì vợ được tấn phong làm Cố Luân Khác Tĩnh Công chúa mà ông cũng được tiến phong Cố Luân Ngạch phò.
Năm Càn Long thứ 6 (1741), ông và cháu trai của mình là Thổ Tạ Đồ hãn Đôn Đan Đa Nhĩ Tể (敦丹多爾濟) đóng quân ở Khố Luân để bảo vệ con trai mình là Triết Bố Tôn Đan Ba Hô Đồ Khắc Đồ đời thứ 2. Năm thứ 7 (1742), 7 năm sau khi Công chúa mất, ông lại lấy Huyện quân – con gái thứ tư của Du Khác Quận vương Dận Vu, cháu gái của Công chúa. Cũng trong năm này, Càn Long Đế tổ chức một buổi duyệt binh ở Ô Khắc Đồ Nhĩ Tể Cáp Lãng, ông cũng mang binh đến tham gia.
Năm thứ 8 (1743), tháng 4, Ngạch phò Đôn Đa Bố Đa Nhĩ Tể qua đời, thọ 66 tuổi. Sau khi ông qua đời, người chịu trách nhiệm chăm sắc Triết Bố Tôn Đan Ba Hô Đồ Khắc Đồ đời thứ 2 là Nhị đẳng Thị vệ Đỗ Thập Ba đã lập tức tình báo cho các Quân cơ đại thần, xin nhờ chuyển lời tấu giúp, mà Đầu đẳng hiệp lý Thai cát Ba Lặc Trọng Đa Nhĩ Tể cũng lập tức báo cho Lý Phiên viện. Ngày 26 tháng 4 nhuận, sau khi nghe được tin, Càn Long Đế liền sai quan viên đến tế lễ, còn ban thưởng 1000 lượng.
Năm sau (1744), huyện quân cũng qua đời khi mới 20 tuổi.

## Gia đình

### Thê thiếp
- Nguyên phối: Cố Luân Khác Tĩnh Công chúa, con gái thứ sáu của Khang Hi Đế.
- Kế thất: Huyện quân, con gái thứ tư của Du Khác Quận vương Dận Vu.
- Trắc thất: Thùy Mục Triêu (垂穆朝).

### Hậu duệ
Đôn Đa Bố Đa Nhĩ Tể có tổng cộng 4 người con, chỉ có con trai trưởng và con trai thứ ba là do Công chúa hạ sinh.
1. Căn Trát Bố Đa Nhĩ Tể (根扎布多尔济), kết hôn với Quận chúa Ái Tân Giác La thị – con gái của Thành Quận vương Dận Chỉ.
2. Ngạch Lân Thấm Đa Nhĩ Tể (额璘沁多尔济)
3. Cách Trai Đa Nhĩ Tể (格斋多尔济), kết hôn với con gái tông thất Dương Đức (揚德) – hậu duệ của Trang Thân vương Thư Nhĩ Cáp Tề.
4. La Bố Tang Đan Bân Đa Mật (Triết Bố Tôn Đan Ba Hô Đồ Khắc Đồ đời thứ 2), mẹ là Thùy Mục Triêu.